# Slatina nad Bebravou
Slatina nad Bebravou é um município da Eslováquia, situado no distrito de Bánovce nad Bebravou, na região de Trenčín. Tem 11,53 km² de área e sua população em 2018 foi estimada em 421 habitantes. Foi citado pela primeira vez em documento oficial no ano de 1332.

## Demografia
| Ano:        | 1994 | 2004   | 2014    | 2024   |
| ----------- | ---- | ------ | ------- | ------ |
| Broj ljudi: | 526  | 505    | 435     | 456    |
| Razlika:    |      | -3,99% | -13,86% | +4,82% |

| Ano:               | 2023 | 2024   |
| ------------------ | ---- | ------ |
| Número de pessoas: | 452  | 456    |
| Diferença:         |      | +0,88% |